# Pierre Frenay
Pierre Frenay is een Belgisch voormalig motorcrosser.

## Levensloop
Frenay werd tweemaal Belgisch kampioen zijspancross, daarnaast werd hij tweemaal tweede en tweemaal derde in het BK. Zijn bakkenist was Marcel Demez.

## Palmares
- Belgisch kampioenschap: 1952 en 1953
- Belgisch kampioenschap: 1954 en 1957
- Belgisch kampioenschap: 1955 en 1956